# Jackie Brown
Jackie Brown é um filme policial estadunidense estreado em 25 de Dezembro de 1997, escrito e dirigido por Quentin Tarantino. É uma adaptação do romance Rum Punch, do escritor Elmore Leonard, e rende tributo aos filmes do gênero blaxploitation da década de 1970. Tem em seu elenco Pam Grier, Robert Forster, Samuel L. Jackson, Robert De Niro, Bridget Fonda e Michael Keaton. Foi o terceiro filme de Tarantino, após seus sucessos Reservoir Dogs, de 1992, e Pulp Fiction, de 1994.
Grier e Forster eram atores veteranos, porém ambos não tinham tido um papel de destaque há anos quando atuaram no filme, que revitalizou a carreira dos dois. O filme rendeu a Forster uma indicação ao Oscar de melhor ator coadjuvante, e à Grier e Samuel L. Jackson indicações ao Globo de Ouro.

## Sinopse
Em 1995, Jackie Brown (Pam Grier) é aeromoça de uma pequena linha aérea mexicana. Apesar do baixo salário, o emprego possibilita que ela contrabandeie dinheiro do México para os Estados Unidos, a mando de Ordell Robbie (Samuel L. Jackson), um traficante de armas que está na mira do Bureau de Álcool, Tabaco, Armas de Fogo e Explosivos — a ATF.
Ordell descobre que outro de seus empregados, Beaumont Livingston (Chris Tucker), foi preso. Temendo que Livingston, com medo de ser preso, se torne um informante da polícia, Ordell consegue sua liberdade junto ao agente de fianças Max Cherry (Robert Forster) e, prontamente, atrai Livingston para um emboscada, matando-o.
Atuando com base nas informações compartilhadas por Livingston, o agente da ATF Ray Nicolette (Michael Keaton) e o detetive do Departamento de Polícia de Los Angeles Mark Dargas (Michael Bowen) interceptam Jackie assim que ela chega aos Estados Unidos com o dinheiro de Ordell e alguma cocaína que ela desconhecia estar escondida em sua bolsa.
Inicialmente se negando a negociar com Nicolette e Dargas, ela é presa sob a acusação de posse de drogas com intenção de venda. Sentindo que Jackie pode, assim como Livingston, tornar-se uma informante da polícia e entregá-lo, Ordell volta ao escritório de Max Cherry e arranja a fiança de Jackie. Cherry vai à prisão buscá-la e, tentando mascarar a atração física que sentira pela aeromoça, sugere que eles tomem uma bebida para determinar as opções legais de Jackie.
Mais tarde, Ordell vai à casa de Jackie com a intenção de matá-la. Mas, usando uma arma que ela sutilmente pegara do porta-luvas do carro de Cherry, Jackie força um acordo com Ordell, onde ela fingirá que ajudará as autoridades, enquanto contrabandeia quinhentos mil dólares para Ordell — o suficiente para que ele se aposente.
Para dar seguimento ao plano, Ordell emprega a moça com a qual ele vive, sua "pequena loura surfista" Melanie Ralston (Bridget Fonda) e seu amigo e ex-companheiro de cela Louis Gara (Robert De Niro). Ele também usa uma ingênua garota do sul, Sheronda (Lisa Gay Hamilton).
Com a ajuda de Jackie, Nicolette e Dargas preparam uma emboscada para Ordell, desconhecendo o fato de que Jackie e o traficante planejaram enganá-los desviando o dinheiro antes de ele ser recuperado pelas autoridades. O que nenhuma das duas partes — tanto a polícia quanto Ordell — sabia era que Jackie havia planejado, junto de Max Cherry, enganar a todos e ficar com os $500.000 para si.
Durante uma operação de teste, observada por Nicolette, eles arrumam a "cena" para o evento verdadeiro. Em um grande shopping perto de Los Angeles, Jackie compra uma nova roupa e entra no provador. Sua real intenção é trocar as bolsas com Melanie e Louis, supostamente passando 500.000 dólares debaixo do nariz de Nicolette. Ao invés disso, ela dá à Melanie apenas cinquenta mil, deixando o resto no provador para que Max pegue. Jackie, então, finge desespero enquanto liga para Nicolette e Dargas, alegando que Melanie pegara todo o dinheiro e fugira.
No estacionamento, Melanie irrita Louis mais e mais, o que leva o ex-presidiário a matar a jovem com dois tiros enquanto eles fogem. Ordell descobre que Louis tem apenas quarenta mil dólares na bolsa — Melanie tirara dez mil para si após ser induzida por Jackie a tanto. O traficante conclui que foi Jackie quem roubou seu dinheiro; mas, com raiva, ele mata seu amigo Louis.
A próxima preocupação de Ordell é Max Cherry — Louis, antes de morrer, dissera-lhe que vira Max Cherry na loja antes de recolher o dinheiro. Jackie liga para Ordell, dizendo estar no escritório de Cherry com o seu dinheiro. Ordell chega ao local armado. Após a aeromoça perceber a arma e gritar, Ordell é baleado por Ray Nicolette, escondido em outra sala.
Livre de pendências judiciais e de posse do dinheiro, Jackie decide viajar por um tempo. Ela presenteia Max com cinquenta mil dólares e o convida a ir com ela; Max está tentado, mostrando-se claramente apaixonado por ela enquanto eles se beijam. Mas, sem dizer o porquê, ele rejeita o convite, desejando que ela se divirta.

## Elenco
- Pam Grier .... Jackie Brown
- Samuel L. Jackson .... Ordell Robbie
- Robert Forster .... Max Cherry
- Bridget Fonda .... Melanie
- Michael Keaton .... Ray Nicolette
- Robert De Niro .... Louis Gara
- Michael Bowen .... Mark Dargus
- Chris Tucker .... Beaumont Livingston
- Lisa Gay Hamilton .... Sheronda

## Produção
Tarantino mudou o nome da personagem principal do romance de Elmore Leonard. Pam Grier foi convidada especialmente por seu envolvimento com filmes do gênero blaxploitation, tendo participado de produções como Foxy Brown. Grier disse que, ao participar de uma audição para Pulp Fiction, entrou no escritório de Quentin Tarantino e encontrou diversos pôsteres seus pela parede.

## Recepção
Jackie Brown teve uma recepção positiva por parte da crítica, obtendo uma avaliação positiva de 85% no Rotten Tomatoes. Roger Ebert considerou o filme um de seus favoritos do ano de 1997.

## Trilha sonora
A trilha sonora de Jackie Brown, intitulada Jackie Brown: Music from the Miramax Motion Picture foi lançada em 9 de dezembro de 2007.
Assim como em Reservoir Dogs e Pulp Fiction, a trilha sonora de Jackie Brown não foi composta especialmente para o filme; ao invés disso, Tarantino usou músicas de diversos gêneros e de outros filmes, incluindo a música de abertura, Across 110th Street, de Bobby Womack, que também encerra o filme. Músicas dos grupos The Delfonics e Slash's Snakepit são ouvidas durante o filme. A trilha sonora original contém faixas separadas por diálogos do filme — assim como as dos filmes supracitados.
Diversas músicas utilizadas no filme não aparecem na trilha, como "Cissy Strut" (The Meters) e "Undun" (The Guess Who).
Tarantino disse que teve a maior parte das ideias quanto à trilha sonora do filme enquanto desenvolvia o roteiro do filme, complementando:
| “ | Mais ou menos, o jeito que o meu método trabalha é que você tem de encontrar a sequência dos créditos iniciais primeiro. Isso começa tudo para mim. Eu encontro a personalidade da peça através da música que vai estar nela [...] Isso é o ritmo do filme. Assim que eu sei que eu quero fazer algo, é simples para mim mergulhar em minha coleção de músicas e encontrar as canções que dão ritmo ao meu filme. | ” |

### Trilha sonora
1. "Across 110th Street" — Bobby Womack — 3:48
2. "Beaumont's Lament" (diálogo entre Samuel L. Jackson & Robert De Niro) — 0:50
3. "Strawberry Letter 23" — the Brothers Johnson — 4:58
4. "Melanie, Simone and Sheronda" (diálogo entre Samuel L. Jackson & Robert De Niro) – 0:32
5. "Who is He (And What Is He To You?)" — Bill Withers – 3:12
6. "Tennessee Stud" — Johnny Cash – 2:54
7. "Natural High" — Bloodstone – 4:54
8. "Long Time Woman" — Pam Grier – 2:52
9. "Detroit 9000" (diálogo com Council Cargle) – 0:07
10. "(Holy Matrimony) Letter to the Firm" — Foxy Brown – 3:26
11. "Street Life" — Randy Crawford – 4:18
12. "Didn't I (Blow Your Mind This Time)" — the Delfonics – 3:21
13. "Midnight Confessions" — The Grass Roots – 2:43
14. "Inside My Love" — Minnie Riperton – 3:56
15. "Just Ask Melanie" (diálogo entre Samuel L. Jackson, Robert De Niro & Bridget Fonda) – 0:43
16. "The Lions and the Cucumber" — the Vampire Sound Incorporation – 5:07
17. "Monte Carlo Nights" — Elliot Easton's Tiki Gods – 3:25

## Principais prêmios e indicações
- Oscar — 1998[1]
  - Melhor Ator Coadjuvante — Robert Forster (indicado)
- Festival de Berlim — 1998
  - Urso de Ouro (indicado)
  - Melhor Ator - Samuel L. Jackson (vencido)
- Globo de Ouro — 1998[2]
  - Melhor atriz de cinema — comédia/musical — Pam Grier (indicada)
  - Melhor ator de cinema — comédia/musical — Samuel L. Jackson (indicado)
- MTV Movie Awards — 1998
  - Melhor atuação masculina — Samuel L. Jackson (indicado)